# حسن تورکمانی
حسن ترکمانی (به عربی: حسن تورکمانی)، (۱ ژانویه ۱۹۳۵ – ۱۸ ژوئیه ۲۰۱۲) وزیر دفاع سوریه از سال ۲۰۰۴ تا ۲۰۰۷ میلادی بود. وی در سال ۱۹۳۵ در شهر حلب و در خانواده‌ای سنی مذهب به دنیا آمد. او به عنوان یک ستوان در رسته توپخانه فارغ‌التحصیل شد. او با حضور در دوره‌های مختلف آموزش عالی نظامی، از جمله دارای لیسانس در علوم نظامی است.